# Dannenberg (Marienheide)

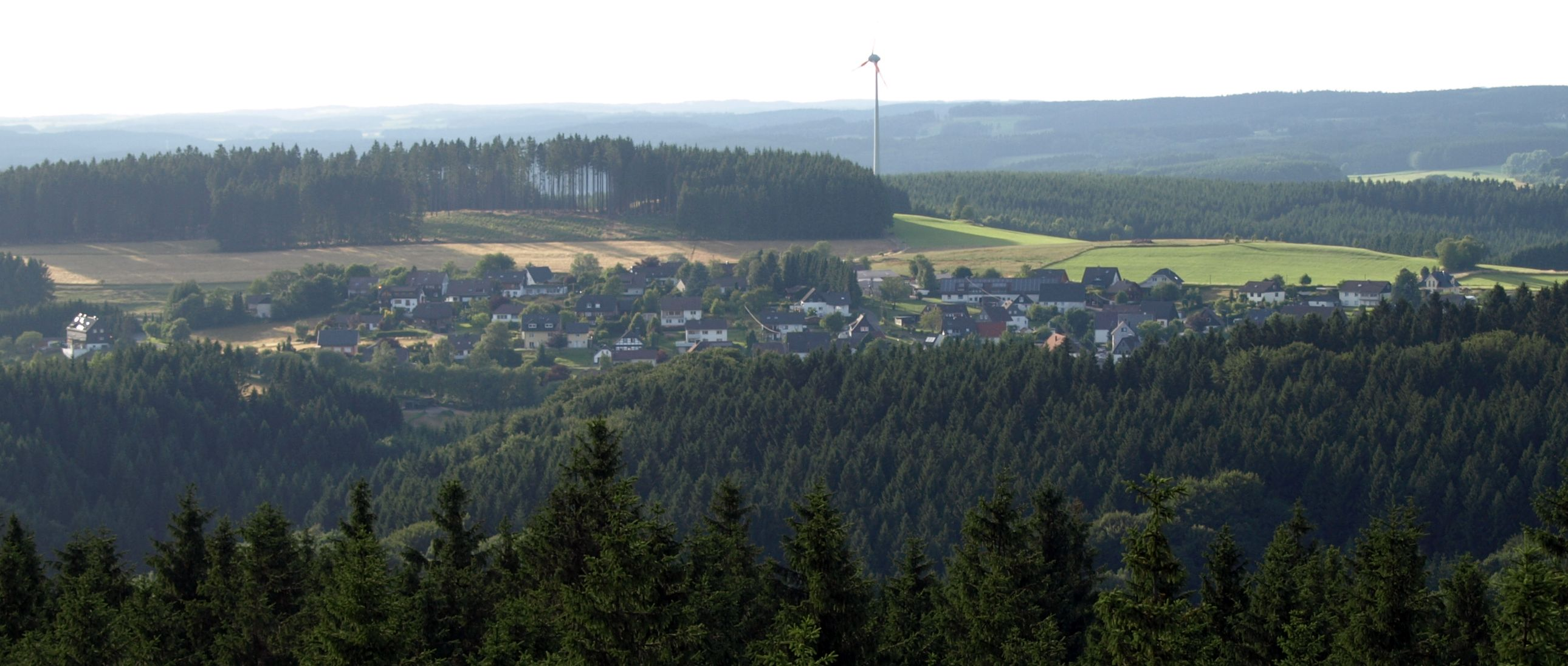
Dannenberg gesehen vom Unnenberg

Dannenberg ist eine Ortschaft der Gemeinde Marienheide im Oberbergischen Kreis im Regierungsbezirk Köln in Nordrhein-Westfalen (Deutschland).

## Lage und Beschreibung
Der Ort liegt etwa 6,2 km vom Hauptort entfernt.

## Geschichte

### Erstnennung
Im Jahr 1450 wurde der Ort das erste Mal urkundlich erwähnt und zwar „Claes up dem Dannenberg erhält mit anderen Privileg für ein Eisenbergwerk im Kirchspiel Müllenbach“.
Die Schreibweise der Erstnennung war Dannenberg.

## Freizeit

### Vereinswesen
- Dorfgemeinschaft Dannenberg

### Brauchtum
Seit Urzeiten ziehen die Dannenberger mit Birkenholzfackeln zum Weihnachtsgottesdienst in die 900 Jahre alte Wehrkirche nach Müllenbach.

### Wander- und Radwege
Durch Dannenberg führen folgende Rundwanderwege.
| Rund-/Wanderweg | Wegzeichen | Wegstrecke | Weglänge |
| Rundwanderweg   | A5         | Dannenberg – Wasserfall – Aussichtsturm Unnenberg – Dannenberg                                                     | 7,8 km   |
| Rundwanderweg   | A6         | Dannenberg – Genkeltalsperre – Meinerzhagen-Haus Eistringhausen – Meinerzhagen-Genkel – Börlinghausen – Dannenberg | 9,7 km   |
| Rundwanderweg   | W          | Holzwipper – Börlinghausen – nordwestlich Dannenberg – Holzwipper                                                  | 4,7 km   |

## Bus und Bahnverbindungen

### Linienbus
Haltestelle: Dannenberg
- 320 Richtung Marienheide – Meinerzhagen
- 399 Ortslinienverkehr Marienheide